# Allan Stanley
Allan Herbert Stanley (Timmins, 1º marzo 1926 – Bobcaygeon, 18 ottobre 2013) è stato un hockeista su ghiaccio canadese.

## Biografia
Nel corso della sua carriera ha giocato con Boston Olympics (1945/46, 1947/48), Providence Reds (1946-1948, 1948/49), New York Rangers (1948-1953, 1953-1955), Vancouver Canucks (1953/54), Chicago Black Hawks (1954-1956), Boston Bruins (1956-1958), Toronto Maple Leafs (1958-1968) e Philadelphia Flyers (1968/69).
Nel 1981 è stato inserito nella Hockey Hall of Fame.